# 마이클 키드 길크리스트
마이클 키드 길크리스트(Michael Kidd-Gilchrist, 1993년 9월 26일 ~ )는 미국의 농구 선수이자 NBA 샬럿 호니츠의 선수이다.

## 고등학교 경력
펜실베이니아주 필라델피아에서 태어나 뉴저지주 소머데일에서 자라왔다. 마이클의 3세 생일 전에 그의 부친이 사망한 후, 그는 자신의 모친 신디 리처드슨과 계부 빈센트 리처드슨에 의하여 키워졌다. 엘리자베스에 있는 농구의 세력이 있는 세인트패트릭 고등학교에서 수학하는 동안 그는 미국에서 최고의 농구 선수들 중의 하나로 숙고되었다. 그는 Scout.com이 자신을 그의 포지션에서 1위의 선수로 랭킹을 매긴 동안 ESPN.com과 Rivals.com에 의하여 3위의 선수로서 랭킹에 들어왔다. 2010년 7월 전 켄터키 대학교 동료 선수 마키스 티그와 더불어 길크리스트는 독일 함부르크에서 열린 FIBA 17세 이하 세계 선수권 대회에서 금메달을 획득한 팀의 일부였다. 세인트패트릭 고등학교에서 길크리스트의 시니어 해는 HBO 다큐멘터리 〈완벽한 시즌을 위한 기도〉에서 중추의 줄거리였다.

### 고등학교 수상과 영예들
- 맥도널드 올아메리칸 공동 MVP (2011)
- Mr. 바스켓볼 USA (2011)
- USA 투데이 올USA 퍼스트 팀 (2011)
- 퍼레이드 올아메리칸 포스 팀 (2011)
- USA 투데이 올USA 세컨드 팀 (2010)
- 퍼레이드 올아메리칸 세컨드 팀 (2010)

## 대학 경력
길크리스트는 2010년 4월 14일 켄터키 대학교에서 수학하는 데 위탁하였다.
2011년 ~ 12년 시즌의 첫 경기와 와일드캣으로서 자신의 경력에서 키드 길크리스트는 출발 선수였고, 매리스트 레드 폭시스를 상대로 9개의 슈팅의 5개에 15 포인트를 득점하였다. 11위에 들은 캔자스 제이호크스를 상대로 자신의 2번째 경기에서 키드 길크리스트는 매디슨 스퀘어 가든에서 12 포인트를 득점하고, 75 대 65의 승리에서 9개의 리바운드를 떨어뜨렸다. 루프 아레나에서 열린 5위에 들은 노스캐롤라이나 타힐스를 상대로 경쟁적 경기에서 키드 길크리스트는 17 포인트와 11개의 리바운드와 함께 득점에서 켄터키를 지도하여 와일드캣으로서 그에게 첫 더블더블을 주었다. 4위에 들은 루이빌 카디널스를 상대로 키드 길크리스트는 24 포인트와 19개의 리바운드와 함께 자신의 시즌의 가장 지배적인 상연에 몰아넣어 경력 사상의 13개의 프리스로를 쏘고 켄터키에서 자신의 첫 제로 회전 경기를 가졌다. 이 일은 렉싱턴에서 켄터키를 69 대 62로 이끄는 데 충분하였다.

### 대학 수상과 영예들
- NCAA 챔피언 (2012)
- 컨센서스 세컨드 팀 올아메리칸 (2012)
- 퍼스트 팀 올SEC (2012)
- 올SEC 신입생 팀 (2012)
- 올SEC 방어 팀 (2012)
- NCAA 파이널 포 올토너먼트 팀 (2012)

## 프로 경력

### 샬럿 밥캐츠/호니츠 (2012년 ~ 현재)

#### 2012년 ~ 13년 시즌

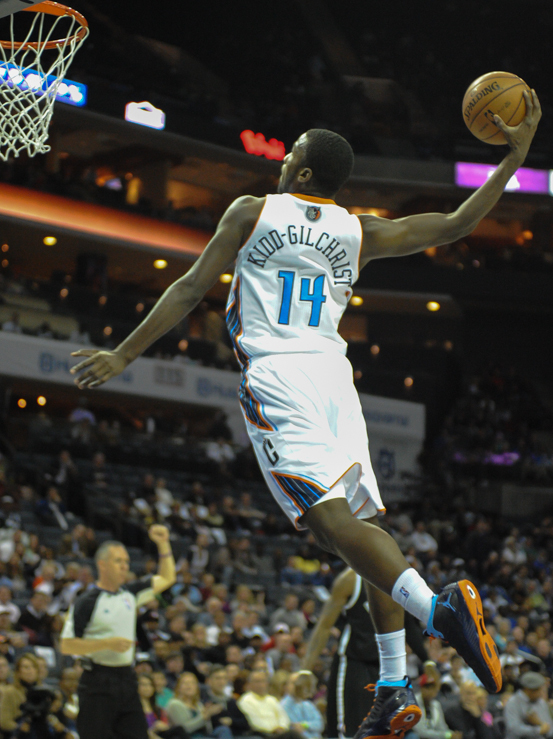
덩크슛을 향하는 키드 길크리스트 (2013년)

2012년 4월 키드 길크리스트는 그해 NBA 드래프트를 위하여 선언하였다. 6월 28일 그는 샬럿 밥캐츠에 의하여 전체 2위로 드래프트되었다. 7월 7일 밥캐츠는 키드 길크리스트를 신인 등급 계약으로 맺었다.
11월 10일 겨우 자신의 5번째 NBA 경기에서 키드 길크리스트는 댈러스 매버릭스를 상대로 101 대 97의 우승에서 25 포인트와 12개의 리바운드를 가져 프랜차이즈의 9년 역사에서 댈러스에 승리를 거두는 데 샬럿의 처음이자 마지막을 특정지어 매버릭스를 상대로 16개의 경기의 연속 패배를 끝냈다. 12월 19일 피닉스 선스를 상대로 그는 25 포인트를 득점하고 12개의 리바운드 효과를 가졌다. 그는 자신의 20세 생일 전에 최소한 25 포인트와 최소한 12개의 리바운드와 함께 2개의 경기들을 기록하는 데 NBA 역사상 2번째 만의 선수가 되었으며, 자신 경력의 첫 25개 경기에서 이런 2개의 경기를 기록하는 데 20세의 나이에 겨우 4번째의 선수가 되었다. 2013년 4월 5일 그는 마이애미 히트를 상대로 시즌 사상의 14개의 리바운드를 가졌다. 5월 14일 그는 NBA 올루키 세컨드 팀으로 임명되었다.

#### 2013년 ~ 14년 시즌
2013년 ~ 14년 시즌에서 키드 길크리스트는 부상의 이유로 미드 시즌의 19개 경기들을 놓쳤다. 그는 11월 전부 시즌 사상의 16 포인트를 3번이나 득점하였고, 시즌의 2번째 절반 동안 시즌 사상의 12개의 리바운드를 2번이나 가졌다.

#### 2014년 ~ 15년 시즌
2014년 오프시즌에 키드 길크리스트는 자신의 점프슛을 재개발하는 도움을 주는 데 샬럿 호니츠의 수석 코치 마크 프라이스와 함께 일하였다.
갈비뼈와 발의 부상들 때문에 자신이 호니츠의 첫 20개 경기 중에 14개를 놓치면서 키드 길크리스트의 시즌은 느리게 시작되었다. 이 신축성이 있는 동안 호니츠는 12월 10일 보스턴 셀틱스를 상대로 돌아온 키드 길크리스트 없이 코트에 겨우 3 승 11 패였다. 키드 길크리스트의 최고 활약은 그달 동안 10 승 4 패로 간 호니츠 팀을 위하여 방향을 이끄는 데 자신이 11.4 포인트와 9.4 리바운드를 평균한 1월에 왔다. 키드 길크리스트는 1월의 14개 경기 중에 10개에서 더블 피겨에 득점하였으며, 또한 전체 시즌을 위하여 그의 최고 경력의 겨우 하나의 수줍은 매치였던 5개의 더블 더블을 기록하기도 하였다. 그는 후에 햄스트링 스트레인과 함께 올스타 브레이크가 있기 전에 경기들의 짝을 놓쳤고, 3월 27일 워싱턴 위저즈를 상대로 자신이 겪은 왼쪽 발목이 삐었기 때분에 샬럿의 최종 11개의 경기들에서 벤치에 앉았다. 경력 최저의 55개의 경기에 불구하고, 키드 길크리스트는 득점 (10.9)과 리바운드 (7.6)에서 개인 최고 전력들을 평균하였다.

#### 2015년 ~ 16년 시즌
2015년 8월 26일 키드 길크리스트는 호니츠와 함께 4년, 5천 2백만 달러의 확장 계약을 맺었다. 10월 3일 그는 올랜도 매직을 상대로 프리시즌 컨테스트에서 갈라진 오른쪽 어깨 부상을 겪었다. 그는 즉시 활동의 4달을 놓쳐 2016년 1월 29일 포틀랜드 트레일블레이저스를 상대로 자신의 시즌 데뷔를 이루었다. 2월 11일 또다른 오른쪽 어깨 부상의 이유로 2015년 ~ 16년 시즌에 다시 활약하는 데 성공할 것 같지 않게 간주되었다. 그는 또다른 수술을 요구한 자신의 입술이 찢어진 5일 후에 시즌의 나머지를 위하여 제외되었다.

#### 2016년 ~ 17년 시즌
2016년 10월 26일 호니츠의 시즌 오픈 경기에서 키드 길크리스트는 밀워키 벅스를 상대로 107 대 96의 우승에서 23 포인트와 14개의 리바운드를 기록하였다. 둘다 시즌 사상의 마크였다. 그해 키드 길크리스트는 프리스로 퍼센티지 (78.4 퍼센트), 스틸 (1.0), 블록 (1.0)과 회전 (0.7)에서 경력 최고 마크들과 가는 데 47.7 퍼센트 슈팅에 9.2 포인트, 팀 최고의 7.0 리바운드와 1.4 어시스트와 함께 끝냈다. 그는 최소한 81개의 경기에서 시작하는 데 리그에서 겨우 13명 선수들 중의 하나였으며, 2012년 ~ 13년 시즌의 종말 이래 호니츠의 선수에 의하여 이런 3번째 시즌을 이루었다.

#### 2017년 ~ 18년 시즌
키드 길크리스트는 개인적 이유들로 첫 3개의 경기를 놓친 후, 2017년 10월 25일 덴버 너기츠를 상대로 자신의 시즌 데뷔를 이루었다. 그는 시작하여 10분 37초를 활약하여 6개의 슈팅 중에 하나에 2 포인트를 득점하였다. 11월 15일 그는 클리블랜드 캐벌리어스에게 115 대 107의 패배에서 시즌 사상 22 포인트를 득점하였다.

#### 2018년 ~ 19년 시즌
키드 길크리스트는 발목 부상과 함께 2018년 11월 6개의 경기를 놓쳤다. 그는 후에 2019년 3월 경기들의 소량을 놓쳤다. 시즌으로 향하는 호니츠를 위하여 357개의 경력 경기들 중에 4개를 빼고 전부 시작한 키드 길크리스트는 2018년 ~ 19년 시즌에서 자신의 64개의 컨테스트 중 61개를 위하여 실행되었다. 그는 즉시 한 컨테스트에 경력 최저의 18.4분에서 6.7 포인트와 3.8 리바운드를 평균하였다.

#### 2019년 ~ 20년 시즌
2019년 6월 키드 길크리스트는 만성의 사타구니 스트레인을 제출하는 데 수술을 받고, 2019년 ~ 20년 시즌을 위한 자신의 1천 3백만 달러 선수 선택권을 들어올렸다.

## 개인 생활
1996년 8월 11일 길크리스트의 부친은 다수의 총을 맞은 상처들로부터 사망하였다. 길크리스트는 자신이 3세 때까지 부친과 함께 영화 《라이온 킹》을 거의 매일 본 이유로 1주에 한번씩 봤다고 한다. 부친의 44세 생일이 될 2010년 4월 14일 그는 켄터키 대학교로 위탁하였다.
길크리스트의 부친은 1981년 캠던 고등학교에서 주립 선수권 팀에 밀트 와그너와 더불어 활약하였다. 와그너의 아들이자 전 NBA 선수 데이주안 와그너는 길크리스트의 사촌이다.
2011년 7월 7일 길크리스트는 자신의 일생에서 다른 중요한 남자이자 자신의 삼촌 대런 키드를 영예하는 명령에서 자신의 성을 키드 길크리스트로 법적으로 바꾸었다고 트위터를 통하여 공고하였다. 길크리스트가 켄터키 대학교에서 활약하는 데 의지의 편지를 서명하는 데 세워진 날에 키드는 사망하였다.
키드 길크리스트는 말더듬증을 겪고 있다. 자신의 말더듬증의 이유로 그는 자신의 상태를 이기는 데 중대한 진보를 이루었어도 대중매체의 앞에서 근심을 개발하였다.